# 상무고등학교
상무고등학교(尙武高等學校)는 대한민국 광주광역시 서구 쌍촌동에 위치한 공립 고등학교이다.

## 학교 연혁
- 1999년 3월 3일 : 개교
- 1999년 3월 3일 : 제1회 신입생 입학(8학급)
- 2010년 3월 1일 : 광주광역시교육청 지정 “교과교실제 시범학교”(~2013.02.28)
- 2020년 3월 1일 : 광주광역시 교육청 지정 “고교학점제 선도학교”
- 2020년 3월 1일 : 교육부 재지정 “과학중점학교
- 2025년 1월 3일 : 제24회 졸업식(203명) 총 7,087명 졸업
- 2025년 3월 1일 : 제12대 김형철 교장 취임
- 2025년 3월 4일 : 제27회 신입생 입학(남 4학급, 여 4학급, 총 205명)

## 참고 자료
- 상무고등학교 - 한국교육학술정보원 학교알리미